# Marston Meysey
Marston Meysey – wieś w Anglii, w hrabstwie Wiltshire. Leży 67 km na północ od miasta Salisbury i 119 km na zachód od Londynu.